# NGC 8
NGC 5 je dvostruka zvijezda u zviježđu Pegazu.

## Vanjske poveznice
- SEDS: NGC 0008